# Emma Roberts

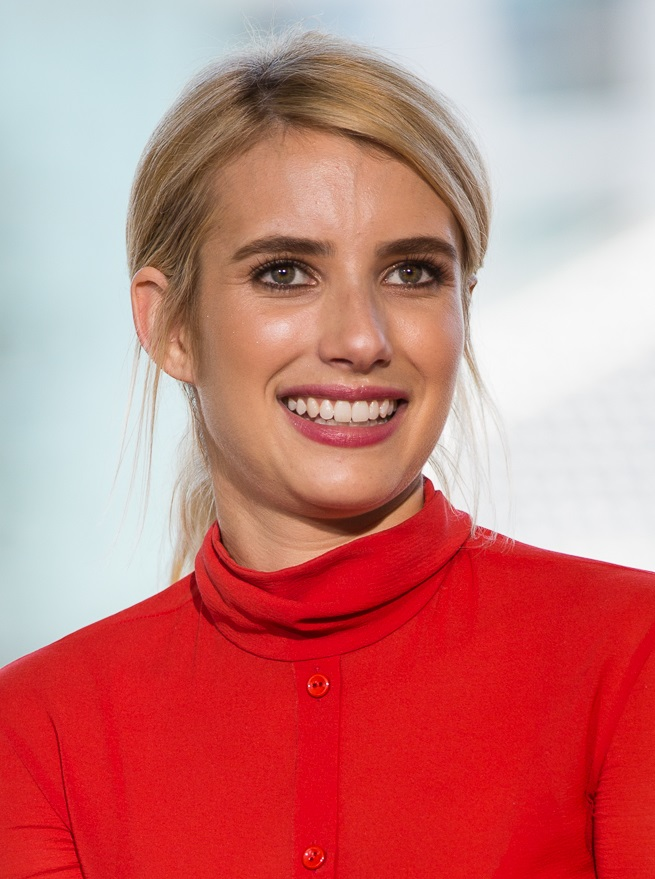
Emma Roberts (2016)

Emma Rose Roberts (* 10. Februar 1991 in Rhinebeck, New York) ist eine US-amerikanische Schauspielerin, Model und Sängerin. Bekannt wurde sie mit der Rolle der Addie Singer in der Fernsehserie Unfabulous, die sie von 2004 bis 2007 verkörperte.

## Leben

### Familie
Emma Roberts wurde in Rhinebeck im US-Bundesstaat New York als Tochter des Schauspielers Eric Roberts geboren. Ihre Eltern waren nicht miteinander verheiratet. Aus der Ehe ihres Vaters mit Eliza Roberts hat sie zwei Halbgeschwister, aus der Ehe ihrer Mutter Kelly stammt eine Halbschwester. Emmas Tante ist die Schauspielerin Julia Roberts. Ab Mitte 2012 bis zur Trennung 2015 war sie mit Evan Peters liiert. Ihre Beziehung geriet in den Fokus der öffentlichen Aufmerksamkeit, als Roberts wegen häuslicher Gewalt kurzfristig in Polizeigewahrsam genommen wurde. Das Paar ließ später verlauten, dass es sich um ein großes Missverständnis gehandelt habe. Es wurde keine Anklage erhoben.
Von März 2019 bis Januar 2022 war Roberts in einer Beziehung mit dem Schauspieler Garrett Hedlund. Im Dezember 2020 wurden sie Eltern eines Jungen.

### Karriere
Bereits früh besuchte Emma Roberts ihre Tante Julia Roberts sowie ihren Vater an deren jeweiligen Drehorten und wurde so auf die Schauspielerei aufmerksam. Obwohl ihre Mutter zunächst gegen eine Filmkarriere ihrer Tochter war, debütierte Roberts 2001 in Ted Demmes Film Blow.
Ab September 2004 wirkte sie in der Nickelodeon-Serie Unfabulous mit und erlangte mit der Rolle der Addie Singer Bekanntheit.
Für ihre Darstellung wurde sie für den Teen Choice Award, mehrere Male für den Young Artist Award sowie für den Kids’ Choice Award 2007 nominiert. Da Roberts’ Alter Ego in der Serie sowohl singt als auch Gitarre spielt, plante der Sender bald auch für die Schauspielerin eine parallele Karriere im Musikgeschäft. Damit folgte er dem Konzept, das auch schon bei Hilary Duff, Lindsay Lohan oder Miley Cyrus zum Erfolg führte.
Das erste Lied von Roberts, If I Had It My Way, diente als Soundtrack des Disneyfilms Die Eisprinzessin. Das Debütalbum Unfabulous and More: Emma Roberts erschien am 27. September 2005 und untermalte als Soundtrack die Serie Unfabulous. Zwei der Stücke – I Wanna Be und Dummy – wurden auch als Single mit dazugehörigem Musikvideo veröffentlicht.
2006 übernahm Roberts neben Joanna Levesque und Sara Paxton eine Rolle in dem Film Aquamarin – Die vernixte erste Liebe, der auf einem Buch von Alice Hoffman basiert. Für die Darstellung der Claire, die zusammen mit ihrer Freundin einer Meerjungfrau bei der Suche nach der wahren Liebe behilflich ist, wurde Roberts 2007 als beste Nebendarstellerin mit einem Young Artist Award ausgezeichnet.
Roberts arbeitet zudem als Model für das Designer-Label Dooney & Bourke. Seit Mai 2007 gibt es dort auch ihre eigene Tasche („The Emma Bag“) zu kaufen. Anfang 2007 wurde Roberts in Las Vegas mit einem ShoWest Award als Female Star of Tomorrow ausgezeichnet. Im selben Jahr erschien der Film Nancy Drew – Girl Detective, in dem sie erneut eine Hauptrolle spielt. 2008 folgte Wild Child; in diesem Film stellte Roberts die verwöhnte Poppy Moore dar, die zunächst widerwillig auf ein Internat geht und später die Vorteile ihrer Schule entdeckt.

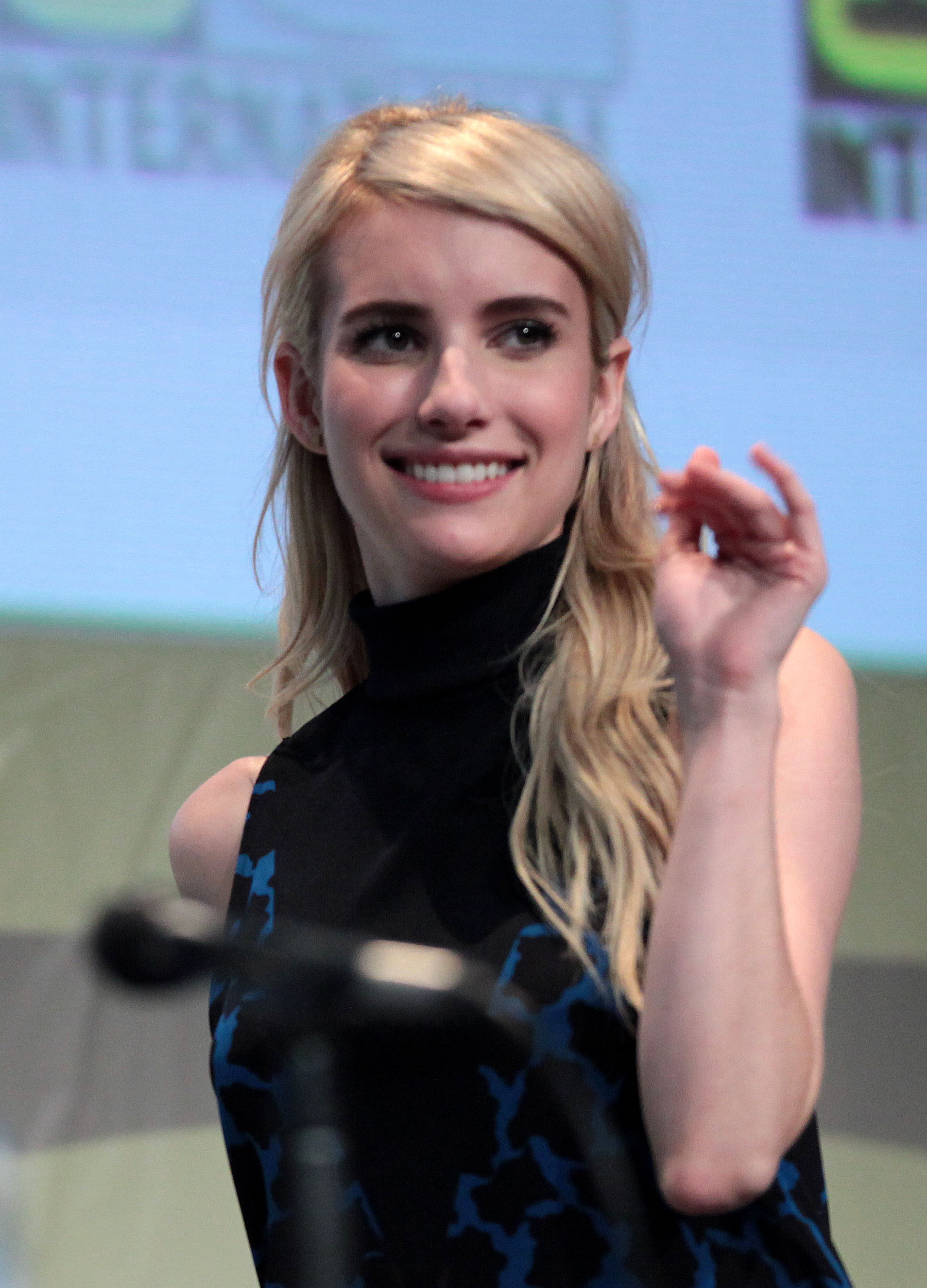
Emma Roberts 2015 auf dem San Diego Comic Con

2009 wirkte sie als Hauptdarstellerin in der Rolle der Alice Leeds in dem Drama Memoirs of a Teenage Amnesiac mit. In der Komödie The Winning Season von James C. Strouse verkörpert Roberts die Basketballspielerin Abby. Beide Filme wurden in Deutschland bisher nicht veröffentlicht. Das Drama Lymelife von Regisseur Derick Martini, in dem Roberts Adrianna Bragg spielt, wurde nur auf DVD veröffentlicht.
Im Februar 2009 wurde Roberts zur Markenbotschafterin für Neutrogena ernannt, die in Print- und Fernsehwerbung für das Unternehmen auftrat.
Sie stand mehrfach auf der Liste der bestangezogenen Prominenten von Teen Vogue, unter anderem im Juni 2007, September 2008, Dezember 2008 und Februar 2009.
Im Jahr 2011 machte Roberts wie schon 2009 in den USA Werbung für eine Hautcreme. In dem Film It’s Kind of a Funny Story verkörperte sie eine Jugendliche in einer psychiatrischen Klinik. Sie wirkte auch im vierten Teil der Scream-Reihe mit, an der Seite von Hayden Panettiere. Dabei übernahm sie die Rolle der Cousine der bisherigen Hauptfigur Sidney Prescott (Neve Campbell). Im September 2011 kam die romantische Komödie Von der Kunst, sich durchzumogeln in die deutschen Kinos, in der Roberts zusammen mit Freddie Highmore in der Hauptrolle zu sehen ist. Anfang August 2013 übernahm sie neben Jennifer Aniston und Jason Sudeikis eine Hauptrolle in der Komödie Wir sind die Millers.
Von Oktober 2013 bis Januar 2015 gehört sie zur Stamm-Besetzung der FX-Horrorserie American Horror Story. Dabei verkörperte sie in der dritten Staffel die Rolle der Madison Montgomery und in der vierten Maggie Esmerelda. Anschließend übernahm sie die Hauptrolle der Chanel Oberlin in der Horror-Comedy-Fernsehserie Scream Queens. Die Serie wurde seit September 2015 auf dem Fernsehsender Fox ausgestrahlt. 2017 kehrte sie für die siebte Staffel von American Horror Story als Gaststar zurück und übernahm in der achten und neunten Staffel wieder Hauptrollen.
Als begeisterte Leserin gründete sie im März 2017 ihren Buchclub auf Instagram mit dem Titel Belletrist.
Im September 2018 wurde Emma Roberts die Spokesperson einer neuen Werbekampagne von FIAT USA, in der sie in amüsanten Episoden einige Vorurteile aus den sozialen Netzwerken widerlegte.

## Filmografie (Auswahl)
- 2001: BigLove (Kurzfilm)
- 2001: Blow
- 2001: America’s Sweethearts
- 2002: Grand Champion
- 2004: Drake & Josh (Fernsehserie, Folge 2x14 Honor Council)
- 2004–2007: Unfabulous (Fernsehserie, 41 Folgen)
- 2006: Projekt Spymate (Spymate)
- 2006: Aquamarin – Die vernixte erste Liebe (Aquamarine)
- 2007: Nancy Drew – Girl Detective (Nancy Drew)
- 2008: Niko – Ein Rentier hebt ab (Niko – Lentäjän pioka, Stimme)
- 2008: Wild Child
- 2008: Lymelife
- 2009: Das Hundehotel (Hotel for Dogs)
- 2009: The Winning Season
- 2010: Valentinstag (Valentine’s Day)
- 2010: Memoirs of a Teenage Amnesiac
- 2010: Virginia
- 2010: 4.3.2.1
- 2010: Twelve
- 2010: It’s Kind of a Funny Story
- 2010: Jonas L.A. (Fernsehserie, Folge 2x01 House Party)
- 2011: The Girl with the Tramp Stamp Tattoo (Kurzfilm)
- 2011: Scream 4
- 2011: Von der Kunst, sich durchzumogeln (The Art of Getting By)
- 2012: Celeste & Jesse (Celeste and Jesse Forever)
- 2013: Palo Alto
- 2013: Adult World
- 2013: Family Guy (Fernsehserie, Stimme, Folge 11x22 No Country Club for Old Men)
- 2013: Wir sind die Millers (We’re the Millers)
- 2013: Empire State – Die Straßen von New York (Empire State)
- seit 2013: American Horror Story (Fernsehserie)
- 2015: Ashby
- 2015: I Am Michael
- 2015: Die Tochter des Teufels (February/The Blackcoat’s Daughter)
- 2015–2016: Scream Queens (Fernsehserie, 23 Episoden)
- 2016: Nerve
- 2017: Who We Are Now
- 2018: Ein Rezept für die Liebe (Little Italy)
- 2018: In a Relationship
- 2018: Billionaire Boys Club
- 2019: Paradise Hills
- 2020: The Hunt
- 2020: Holidate
- 2022: Abandoned (auch Produktion)
- 2022: Nenn es Schicksal (About Fate)
- 2023: Hochzeit auf Umwegen (Maybe I do)
- 2024: Madame Web
- 2024: Space Cadet

## Diskografie
Album
- 2005: Unfabulous and More: Emma Roberts

Singles
- 2005: Santa Claus Is Coming to Town (wurde als Download veröffentlicht)

Andere
- 2005: „If I Had It My Way“ auf dem Soundtrack von Die Eisprinzessin
- 2006: „Island in the Sun“ auf dem Soundtrack von Aquamarin – Die vernixte erste Liebe

## Auszeichnungen
- 2007: Young Artist Award: „Best Performance in a Feature Film, Supporting Young Actress“ für Aquamarin – Die vernixte erste Liebe[11]
- 2007: ShoWest Female Star of Tomorrow[12]